# На острой грани
«На острой грани» (англ. Running with Scissors) — американская комедийная драма 2006 года режиссёра Райана Мёрфи, посвящённая юности писателя Огюстена Берроуза.

## Сюжет
1970-е годы. У 12-летнего Огюстена отец беспробудно пьёт, а мать пишет стихи, пытается напечатать свои произведения и прославиться. Однако у неё это всё никак не получается, из-за чего она постепенно сходит с ума. Через некоторое время мать с отцом разводятся, а Огюстен переезжает жить в довольно странную семью доктора Финча, маминого психотерапевта.

## В ролях
| Актёр            | Роль            |
| ---------------- | --------------- |
| Аннетт Бенинг    | Дердра Берроуз  |
| Брайан Кокс      | доктор Финч     |
| Джозеф Файнс     | Нил Букмэн      |
| Эван Рэйчел Вуд  | Натали Финч     |
| Алек Болдуин     | Норман Берроуз  |
| Джилл Клейберг   | Агнес Финч      |
| Джозеф Кросс     | Огюстен Берроуз |
| Гвинет Пэлтроу   | Хоуп Финч       |
| Габриэль Юнион   | Дороти          |
| Патрик Уилсон    | Майкл Шепард    |
| Кристин Ченовет  | Ферн Стюарт     |
| Дагмара Доминчук | Сюзанна         |

## Саундтрек
Саундтрек вышел 26 сентября 2006 года, за месяц до премьеры фильма.
| №   | Название                    | Автор(ы)                     | Длительность |
| --- | --------------------------- | ---------------------------- | ------------ |
| 1.  | «Pick Up the Pieces»        | Average White Band           | 4:00         |
| 2.  | «Blinded by the Light»      | Manfred Mann’s Earth Band    | 7:06         |
| 3.  | «The Things We Do For Love» | 10cc                         | 3:31         |
| 4.  | «Mr. Blue»                  | Кэтрин Фини                  | 2:31         |
| 5.  | «One Less Bell to Answer»   | The 5th Dimension            | 3:29         |
| 6.  | «Quizás, Quizás, Quizás»    | Нэт Кинг Коул                | 2:44         |
| 7.  | «Poetry Man»                | Фиби Сноу                    | 4:38         |
| 8.  | «Bennie and the Jets»       | Элтон Джон                   | 5:22         |
| 9.  | «Year of the Cat»           | Эл Стюарт                    | 6:37         |
| 10. | «O Tannenbaum»              | Vince Guaraldi Trio          | 5:04         |
| 11. | «A Great Ocean Liner»       | James S. Levine              | 1:17         |
| 12. | «Stardust»                  | Нэт Кинг Коул                | 3:17         |
| 13. | «Teach Your Children»       | Crosby, Stills, Nash & Young | 2:55         |

## Награды и номинации
| Награды и номинации | Награды и номинации                       | Награды и номинации                      | Награды и номинации | Награды и номинации |
| Год                 | Награда                                   | Категория                                | Номинант            | Итог                |
| ------------------- | ----------------------------------------- | ---------------------------------------- | ------------------- | ------------------- |
| 2006                | Премия «Спутник»                          | Лучшая мужская роль в кинофильме         | Джозеф Кросс        | Победа              |
| 2006                | Премия «Спутник»                          | Лучшая женская роль (комедия или мюзикл) | Аннетт Бенинг       | Номинация           |
| 2007                | Broadcast Film Critics Association Awards | Лучший молодой актёр                     | Джозеф Кросс        | Номинация           |
| 2007                | GLAAD Media Awards                        | Лучший фильм в широком прокате           |                     | Номинация           |
| 2007                | Золотой глобус                            | Лучшая женская роль (комедия или мюзикл) | Аннетт Бенинг       | Номинация           |